# Love Song (Simple Minds)
Love Song is een nummer van de Schotse band Simple Minds uit 1981, afkomstig van het album Sons and Fascination/Sister Feelings Call. In 1992 werd een geremixte versie van het nummer uitgebracht voor het verzamelalbum Glittering Prize 81/92.
De originele versie uit 1981 haalde in het Verenigd Koninkrijk de 47e positie. In Nederland deed het origineel niets in de hitlijsten. De versie uit 1992 werd een groter succes. In het Verenigd Koninkrijk bereikte deze versie de 6e positie, terwijl het in Nederland de 9e positie in de Tipparade behaalde.